# Friedrich Kallmorgen
Friedrich Kallmorgen (né le 15 novembre 1856 à Altona, mort le 2 juin 1924 à Grötzingen) est un peintre allemand.

## Biographie

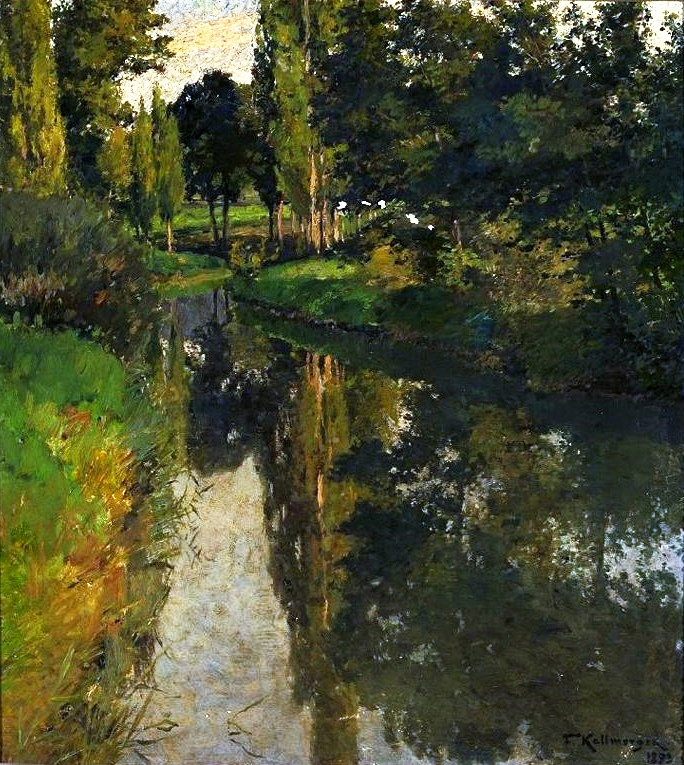
Paysage avec ruisseau, 1893.

Friedrich Kallmorgen vient d'une famille d'architectes. De 1862 à 1863, il reçoit de premières leçons de dessin de son oncle Theodor Kuchel (de). Kallmorgen entre à l'académie des beaux-arts de Düsseldorf en 1875, où il étudie auprès d'Andreas Müller, Ernst Deger et Eugen Dücker. Après un voyage d'études en Suisse franconienne en compagnie de Carl Friedrich Lessing, il va à l'académie des beaux-arts de Karlsruhe, où il est l'élève d'Ernst Hildebrand et plus tard de Hans Fredrik Gude. Au cours de l'été 1878, il fait des visites d'étude à Blankenburg sur le Harz et dans la lande de Lunebourg. En 1880, il suit son professeur Gude à Berlin, mais revient en 1881 à Karlsruhe. Il rejoint alors l'entourage de Gustav Schönleber, avec lequel il termine ses études.
Avec Schönleber et Hermann Baisch, il fait de nombreux voyages à l'étranger, notamment en France, en Belgique et en Hollande. En 1882, Kallmorgen épouse la peintre Margarethe Hormuth (en). En 1886, il devient professeur assistant dans la classe de nature morte de Schönleber. En 1888, il s'installe à Grötzingen, où il est l'un des fondateurs de l'école de Grötzingen (de). En 1891, le grand-duc Frédéric de Bade nomme Kallmorgen professeur. De 1896 à 1898, il est président de l'association des artistes de Karlsruhe. Entre 1890 et 1900, il fait de nombreux voyages, à Paris, Bruxelles, Rotterdam, en Italie et aux Pays-Bas, et en 1898 un grand voyage dans les pays du nord de l'Europe. Il conçoit des images de collection pour le compte du fabricant de chocolat de Cologne Ludwig Stollwerck (de). En 1901, il est professeur de l'université des arts de Berlin à la place d'Eugen Bracht. De 1903 à 1916, Kallmorgen voyage en Norvège, en Russie et dans les Flandres. En 1918, il déménage à Heidelberg où il travaille comme artiste indépendant jusqu'à sa mort.